# Web::Strategija
Web::Strategija regionalna edukativna konferencija o webu (internetu) s temama - web poslovanje, web marketing, web tehnologija koja se održava tri puta godišnje (do sada u Zagrebu na različitim lokacijama). Prva konferencija je održana 28. travnja 2008. godine i od onda se etablirala kao najveća regionalna konferencija (po posjećenosti) koju je do početka 2010. godine pratilo preko 700 jedinstvenih posjetitelja iz cijele regije (Slovenija, Austrija, Njemačka, Slovačka, Hrvatska, Bosna i Hercegovina, Srbija). 
Specifičnost održavanja konferencije "tri puta godišnje" (za razliku od uobičajene dinamike drugih konferencija "svake godine jednom") organizator je objasnio velikom dinamikom promjena i tema koje čini današnji Internet. Dinamika održavanja konferencije u godini je sljedeća:
- prva u godini Web::Strategija se održava u 3. mjesecu (tema: web tehnologija),
- druga u godini u 6. mjesecu (tema: web poslovanje),
- a treća u 11. mjesecu tekuće godine (tema: web marketing).

Organizator svi dosadašnjih Web Strategija je bila tvrtka Marketing odjel.

## Popis konferencija
Popis konferencija posložene obrnutim kronološkim redom.

### Web::Strategija 9 - Oglašavanje je out (04. – 05. studenog2010.)
Deveta Web::Strategija obradila je snažan porast oglašavanja na društvenim mrežama, poglavito Facebook. 
Predsjednik programskog odbora: Hrvoje Komljenović, Konsidero

### Web::Strategija 8 - Uskoro
Predsjednik programskog odbora: Branko Vujić, T-com

### Web::Strategija 7 - Dobri developerski duh (18. – 19. ožujka2010.)
Sedma Web::Strategija po prvi puta otvorila svoja vrata svim web developerima iz regije, te onima koji ih traže - direktorima, web poduzetnicima ili voditeljima odjela. Konferencija Web::Strategija 7 - Dobri developerski duh sadržava edukativna predavanja izravno i neizravno tematski vezana uz web development kroz koja će predavači educirati sudionike o tome kako poboljšati znanje, komunikaciju, radnu atmosferu i proširiti poslovanje u tvrtki za razvoj web aplikacija ili izradu web stranica. Program Web::Strategije 7 podijeljen je na "nedeveloperske" i tehnološke teme, a bit će riječi o pristupu web developmentu od iskusnih web profesionalaca koji će otkriti neke svoje male poslovne tajne. 
U sklopu konferencije održava se svečana dodjela Zlatnih nagrada Web::Strategije u dvije kategorije - Web upotrebljivost 2010 i Web inovativnost 2010.
Predsjednik programskog odbora: Miroslav Varga, Escape

### Web::Strategija 6 - Ritam društvenih valova (19. – 20.11.2009.)
Prema istraživanjima ukupan broj korisnika Facebook-a je te godine održavanja konferencije iznosio preko 2,95 milijuna uz povećanje od 20% od trećeg mjeseca iste godine. Broj korisnika samo u Srbiji je prestigao prvi milijun, te je narastao na nevjerojatnih milijun i 40 tisuća. Naravno, raste i dalje. Šesta konferencija Web Strategija ponudila je sudionicima zainteresiranima za internetski marketing odgovore na pitanja: Kako oglašavati web stranice kroz društvene medije? Kako povećati posjete Vaših web stranica uz Facebook? Kako Vam Twitter korisnici pomažu web poslovanju? Kako korisnicima pristupiti? Gdje se nalaze? Koje su to dobne skupine?
U sklopu konferencije dodijeljena je Zlatna nagrada Web::Strategije u kategoriji Izvrsnost društvenog medija 2009, te Doprinos društvenim medijima 2009, dok za kategoriju Društvena marketinška kampanja 2009 nije bilo dovoljno prijava što je, prema riječima žirija, bio ujedno i presjek stanja primjene društvenih marketinških kampanja u regiji.
Predsjednik programskog odbora: Hrvoje Komljenović, Considero

### Web::Strategija 5 - Anti-recesijski vodič kroz web poslovanje (17. – 18.06.2009.)
Peta konferencija ne temu web poslovanja predstavila je i educirala sudionike o poslovati na internetu u vrijeme recesije i kako pri tome mogu iskoristiti snagu internetskog marketinga za poboljšanje web poslovanja koji je organizator konferencije okarakterizirao kao efikasan način poslovanja za vrijeme svjetske gospodarske krize. Konferencija je prisutnima dala odgovore na pitanja:
- Kako kupcima poboljšati upotrebljivost Vaših web stranica?
- Kako Vam web shop može pomoći u prodaji Vaših proizvoda ili usluga?
- Kako Vam web poslovanje može uspješno postati sastavni dio prodaje u Vašoj tvrtki?
- Koji poslovni modeli funkcioniraju na internetu i zašto?
- Da li je payment gateway nužan za web poslovanje?
- Kako jednostavno promovirati Vaše usluge na webu?

Po drugi puta je dodijeljena Zlatna nagrada Web::Strategije u kategoriji Web poslovanje 2008 za inovativne oblike poslovnih rješenja na webu. Prvi puta je konferencija bila dvodnevna. Drugi dan konferencije održana je radionica Webura (skraćeno od WEb BUsiness RAdionica; iz projekta Web::Edukacija) o tome kako poslovati na internetu za početnike.
Predsjednik programskog odbora: Branko Vujić, T-Com

### Web::Strategija 4 - Izgubljeni u kontekstu (05.03.2009.)
Četvrta konferencija pod nazivom "Izgubljeni u kontekstu" je svima prisutnim sudionicima ponudila edukaciju o najnovijim trendovima kontekstualnog internetskog marketinga (SEM) koje omogućava naplatu oglašavanja "po kliku", za razliku od klasične naplate oglašavanja "po prikazivanju" banner oglasa. Na konferenciji su predavali predstavnici svih tada regionalno zastupljenih oglašivačkih mreža - Google, Etarget, ToboAds, Prosperio. Ova regionalna konferencija ugostila je preko 270 sudionika iz cijele regije te pobudila najveći interes medija. Edukativna konferencija se održavala u Hypo EXPO XXI kongresnom centru u Zagrebu, usporedo sa susjednim prvim sajmom internetske industrije (Web::INDUSTRIJA 2009.), te su po prvi puta dodijeljena Zlatna nagrada Web::Strategije u kategorijama ocjenjivanja Zlatna web upotrebljivost 2008 i Zlatna web marketing kampanja 2008.
Predsjednik programskog odbora: Davor Maričić, Institut.hr

### Web::Strategija 3 - SEO je oko nas! (6.11.2008.)
Treća po redu konferencija na temu internetskog marketinga ponudila je svim sudionicima prvenstveno edukaciju te informacije o najnovijim trendovima SEO poslovanja. Polaznici su bili zainteresirani imati izlistane web stranice svoje tvrtke ili institucije među prvima na rezultatima internetskih tražilica (npr. Google, Yahoo, ...) za ciljane ključne riječi ili fraze. Po prvi puta su u regiji javno predstavljene i objašnjene SEO tehnike od strane regionalnih SEO stručnjaka.
Predsjednik programskog odbora: Davor Maričić, Institut.hr

### Web::Strategija 2 - konferencija o web marketingu (26.06.2008.)
Druga Web::Strategija je bila namijenjena tvrtkama i pojedincima kojima je osnovni biznis izrada web stranica ili žele postojeće web stranice poboljšati, profesionalizirati, te povećati njihovu zapaženost kod krajnjih korisnika (publike). Bili su pozvani svi koje zanima kako na moderan način izraditi web stranice, kako poboljšati postojeće web stranice te na koji način ih promovirati. Dakle, tema je bila internetski marketing za Vaše poslovanje na internetu.
Predsjednik programskog odbora: -

### Web::Strategija 1 (28.04.2008.)
Prva Web::Strategija, koja je zaživjela kao prvo savjetovanje, a tek kasnije kao konferencija obradila je sljedeće teme: izradu modernih tzv. web 2.0 internetskih stranica, o načinu kako objaviti korisnicima Interneta da Vaše web stranice postoje, kako korisnike privući na web stranicu, kako korisnike zadržati na web stranici, kako web stranicama podignuti posjećenost
Predsjednik programskog odbora: -

## Vanjske poveznice
- Službene stranice konferencije Web::Strategija
- Blog konferencije